# Rheinischer Übergangsstil

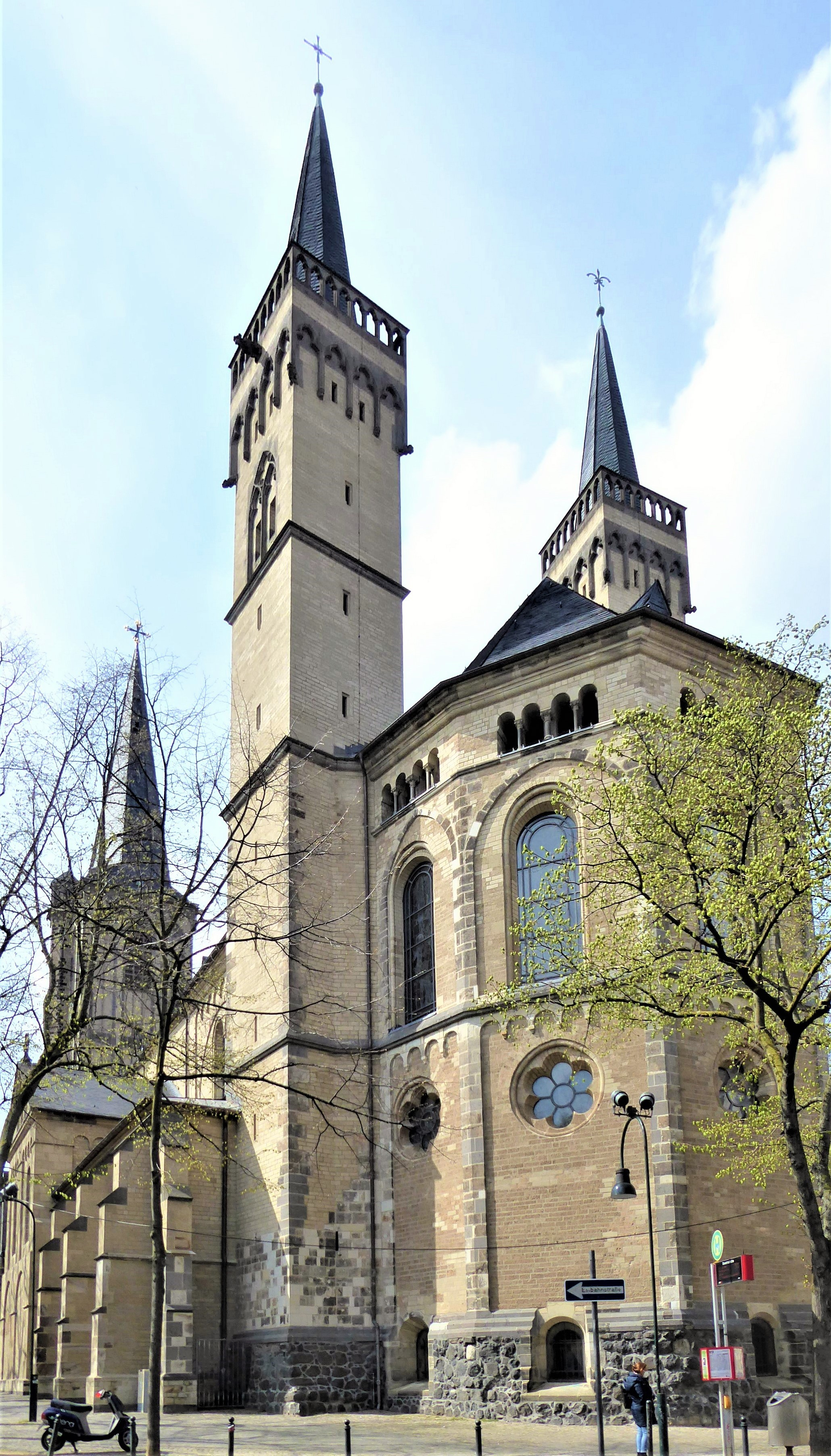
St. Severin, Köln, Apsis des Langchors 1237 geweiht, Rund- und Spitzbögen aus derselben Bauphase

Der Rheinische Übergangsstil ist ein Baustil am Übergang der Romanik zur Gotik im Rheinland. Als Übergangsstil wird allgemein eine Form des spätromanischen Stils in Deutschland bezeichnet, die zunehmend Elemente der französischen Gotik aufgreift, diese Elemente aber vorwiegend dekorativ verwendet, ohne die Baustruktur der französischen gotischen Kathedrale insgesamt zu übernehmen. Die Bauten dieses Stils entstanden am Ende des 12. Jahrhunderts und bis in die Mitte des 13. Jahrhunderts.
Der Begriff Übergangsstil ist eine Wortprägung des 19. Jahrhunderts, in dem Romanik und Gotik als mittelalterliche Architekturstile definiert wurden. Wilhelm Lübke (1826–1893) schrieb: „Den rheinischen Übergangsstil vertritt am glänzendsten der Limburger Dom.“ Er wusste noch nicht, dass jene Kirche das Ergebnis eines Umbaus einer Basilika aus dem 11. Jahrhundert ab den 1180er Jahren nach dem Vorbild der damals selber noch im Bau befindlichen Kathedrale von Laon ist.

## Geschichte
In der mittelalterlichen Baukunst dauert die Stilphase der Romanik bis in die Mitte des 13. Jahrhunderts, die Gotik beginnt in Frankreich bereits um 1140. In dieser Übergangsphase kam es in der Herrschaftszeit der Staufer im Rheinland zur Vermischung nordfranzösischer Innovationen mit romanischen Formen und mit eigenen Innovationen. Typisch ist die Verbindung romanischer Wandöffnungen mit spitzbogigen Kreuzrippengewölben mit gotischen Rippenprofilen. Zunehmend verwendete man auch in derselben Bauphase romanische und gotische Elemente der Wandgestaltung. Die oft von Gebäudeteil zu Gebäudeteil unterschiedliche Kombination romanischer und gotischer Elemente wird unter dem Begriff rheinischer Übergangsstil zusammengefasst.
In der Gegenüberstellung zu den eleganten Formen der Hochgotik erscheinen manchen Betrachtern Bauteile als romanisch, die der in Deutschland nicht vertretenen ersten Phase der Gotik (bis 1180) an Modernität nicht nachstehen.

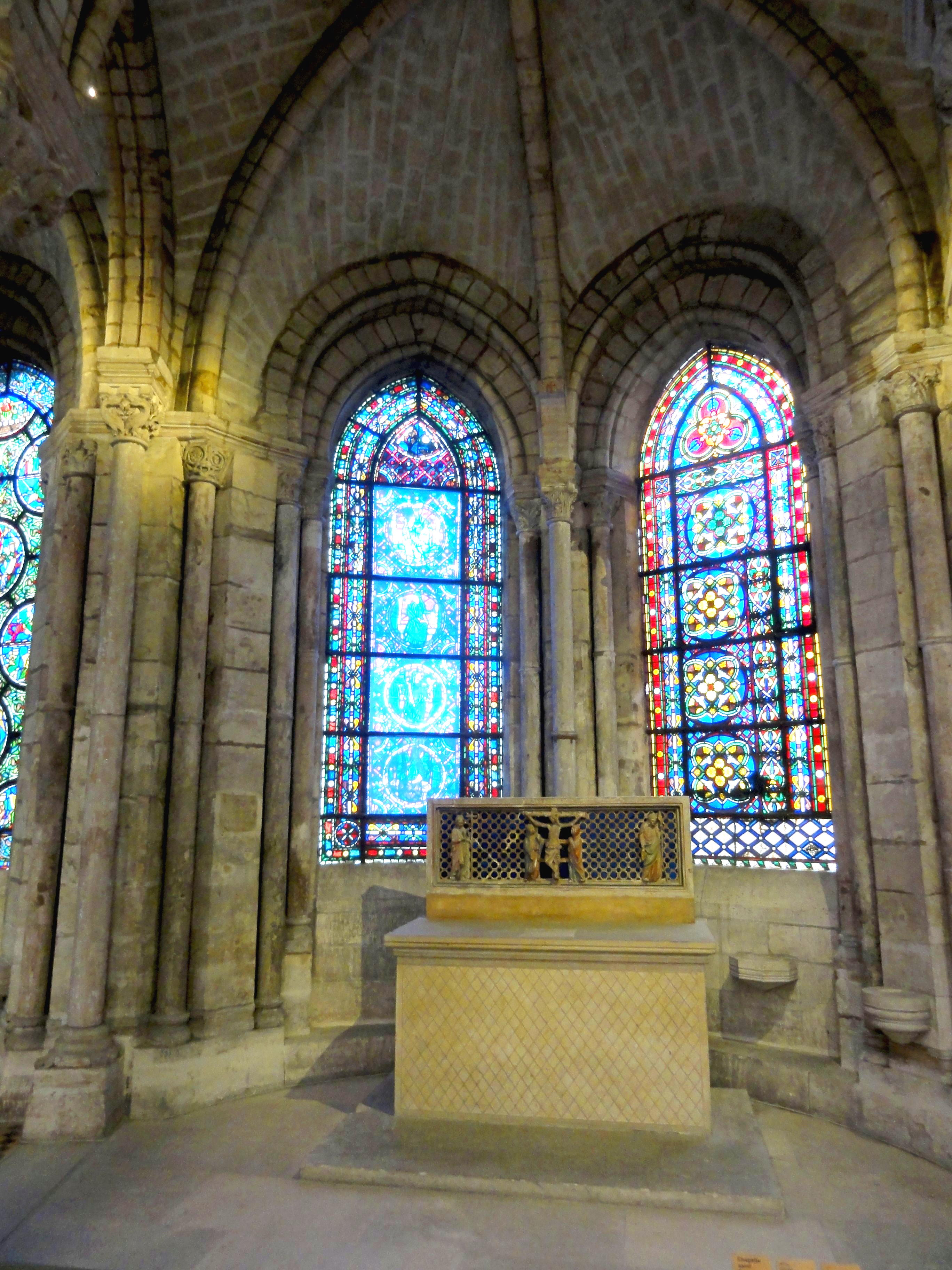
Vergleich: eine Kapelle des gotischen Chorumgangs von Saint-Denis, um 1140
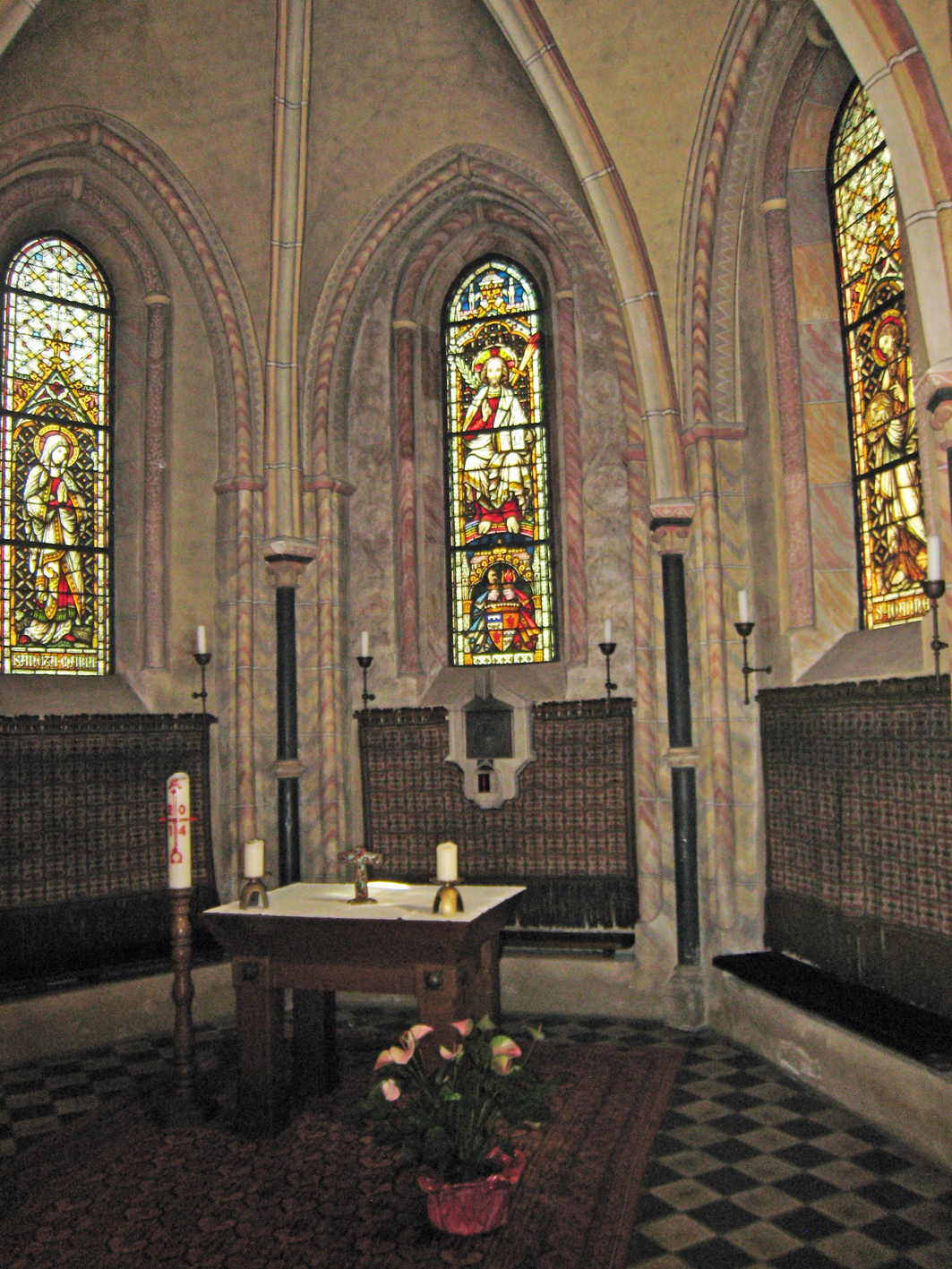
Chorpolygon der Markuskapelle in Altenberg, 1225

Mit der endgültigen Durchsetzung der gotischen Architektur in Deutschland endet der Übergangsstil. Die Vollendung der Kirche St. Kunibert in Köln 1247 und die Grundsteinlegung des Kölner Doms im Jahr darauf, mit dem die Rayonnant-Gotik in Deutschland Einzug hielt, gelten als Grenzmarken zwischen Übergangsstil und Hochgotik im Rheinland. Jedoch entstanden schon vorher Bauten mit deutlich gotischeren Zügen als St. Kunibert; unter anderem zeigen Dekagon und Westbau von St. Gereon in Köln abgesehen von den für den Übergangsstil typischen Fächerfenstern perfekte Frühgotik.

## Beispiele
Nachfolgend wird eine Auswahl an Kirchenbauten aufgeführt, die im rheinischen Übergangsstil gebaut wurden:
- Abteikirche (Offenbach am Glan)
- Basilika St. Margareta (Düsseldorf-Gerresheim)
- Bonner Münster
- Kloster Seligenthal (Sieg)
- Liebfrauenkirche (Koblenz)
- Limburger Dom
- Maria Himmelfahrt (Andernach)
- Marienkirche (Gelnhausen)
- Markuskapelle (Altenberg)
- Münsterkirche (Roermond)
- Quirinus-Münster (Neuss)
- Stiftskirche St. Maria Himmelfahrt (Pfaffen-Schwabenheim)
- Stiftskirche St. Martin und St. Severus (Münstermaifeld)
- St.-Ludgerus-Kirche (Werden)
- St. Martin (Linz am Rhein)
- St. Peter und Paul (Remagen)
- St. Peter (Sinzig)
- Teile der Kirche St. Servatius (Siegburg), später hochgotisch umgebaut
- St. Severinus (Erpel)
- St. Severus (Boppard)
- Wallfahrtskirche Fraukirch (Thür)

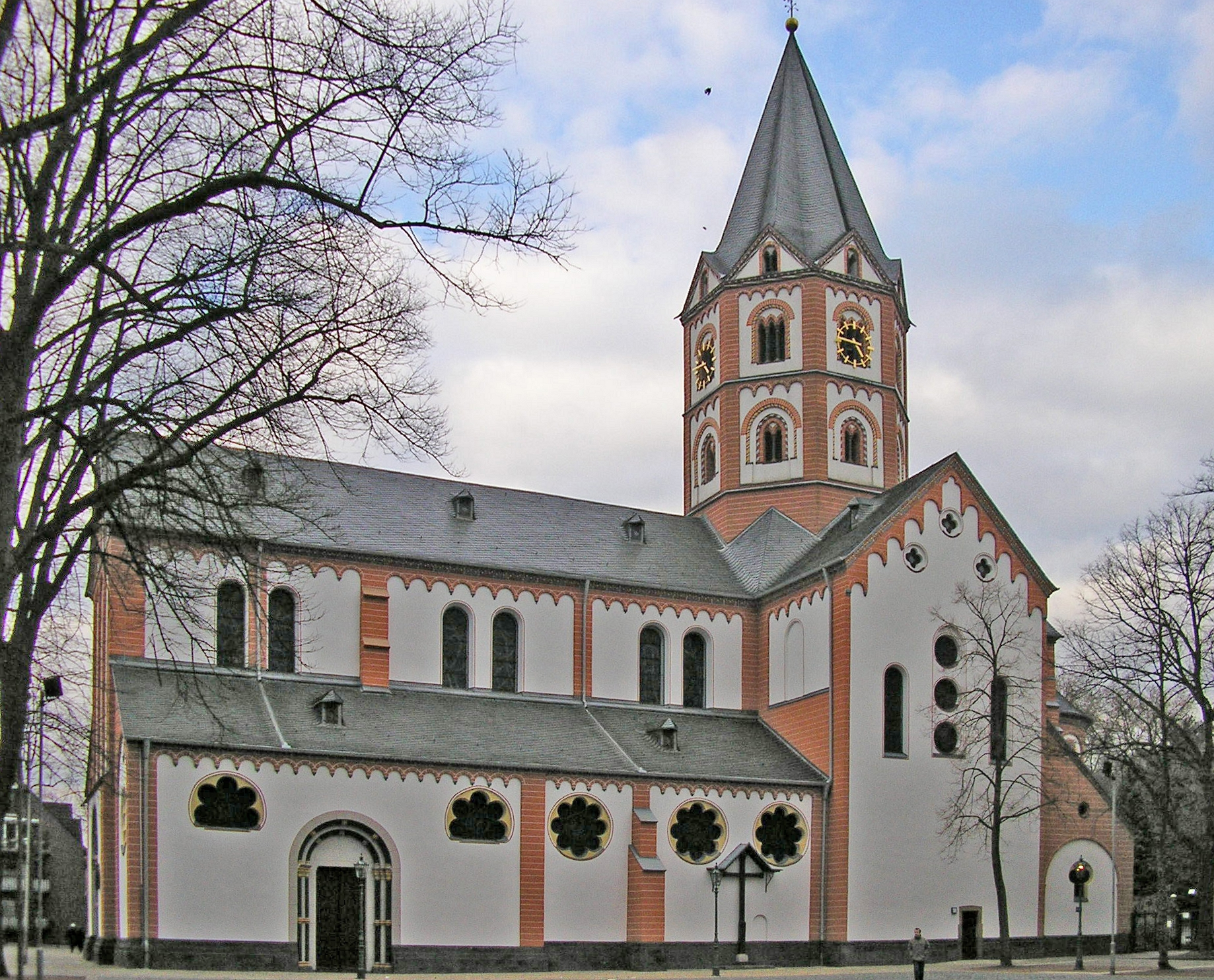
Basilika St. Margareta
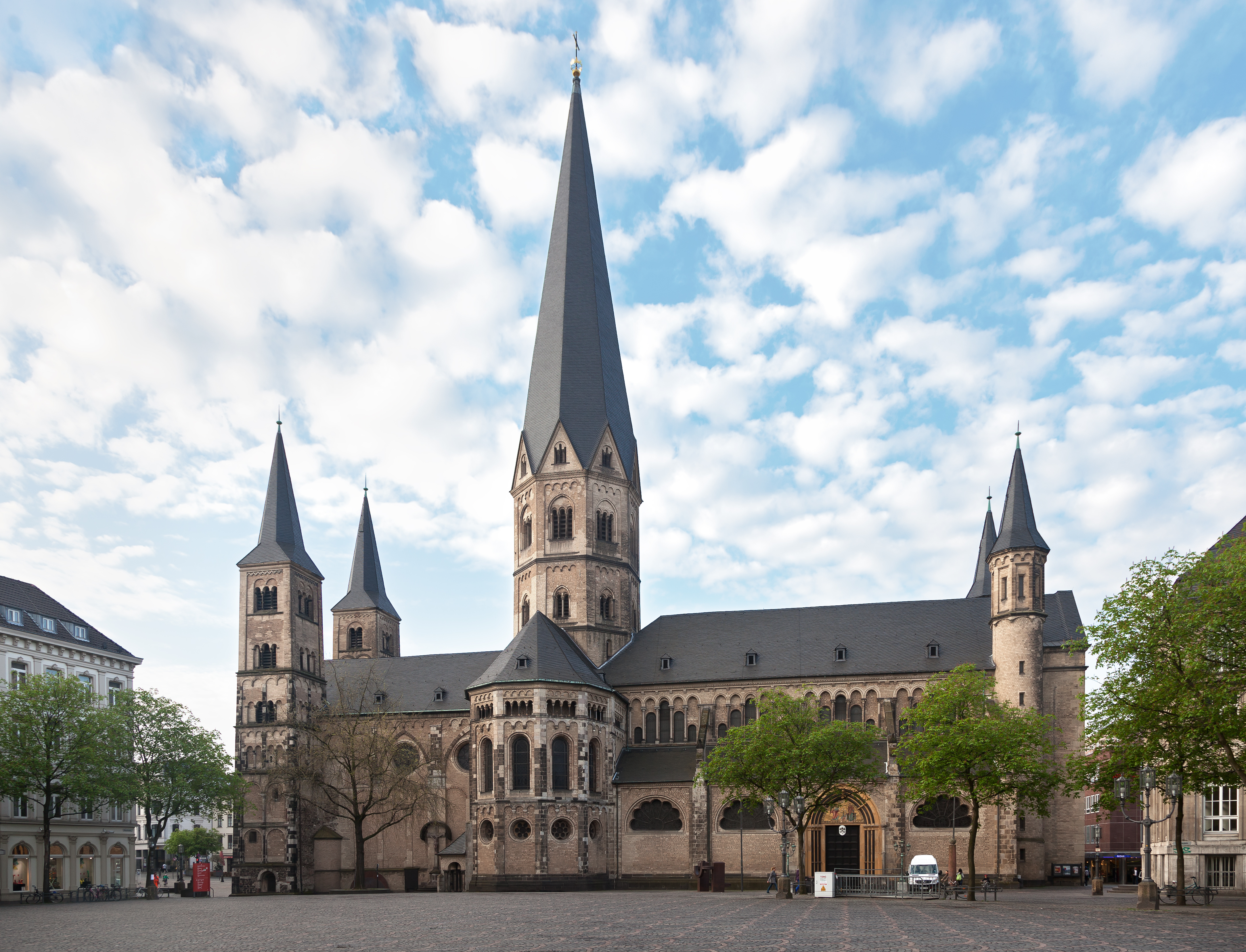
Bonner Münster
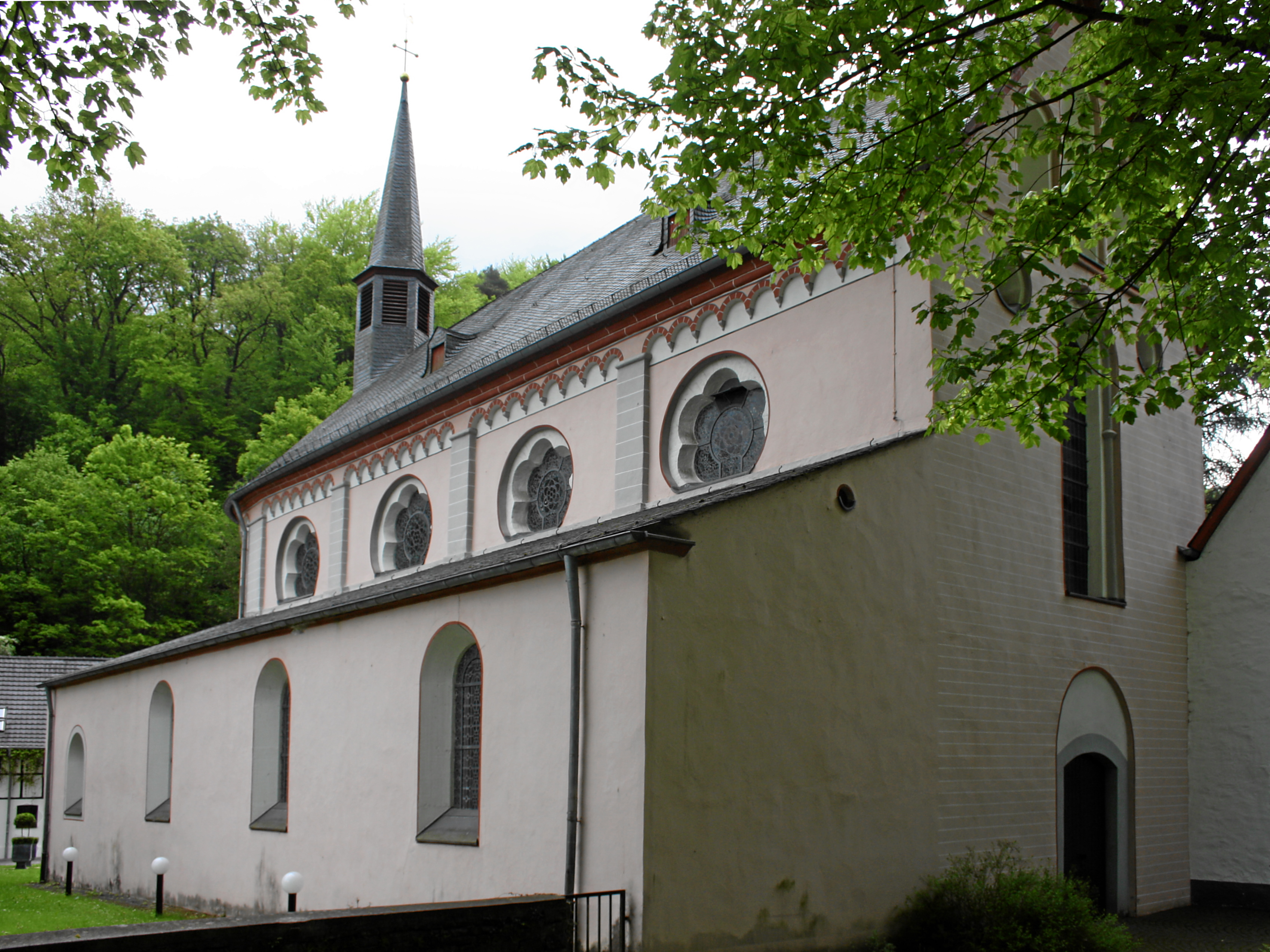
Klosterkirche Seligenthal
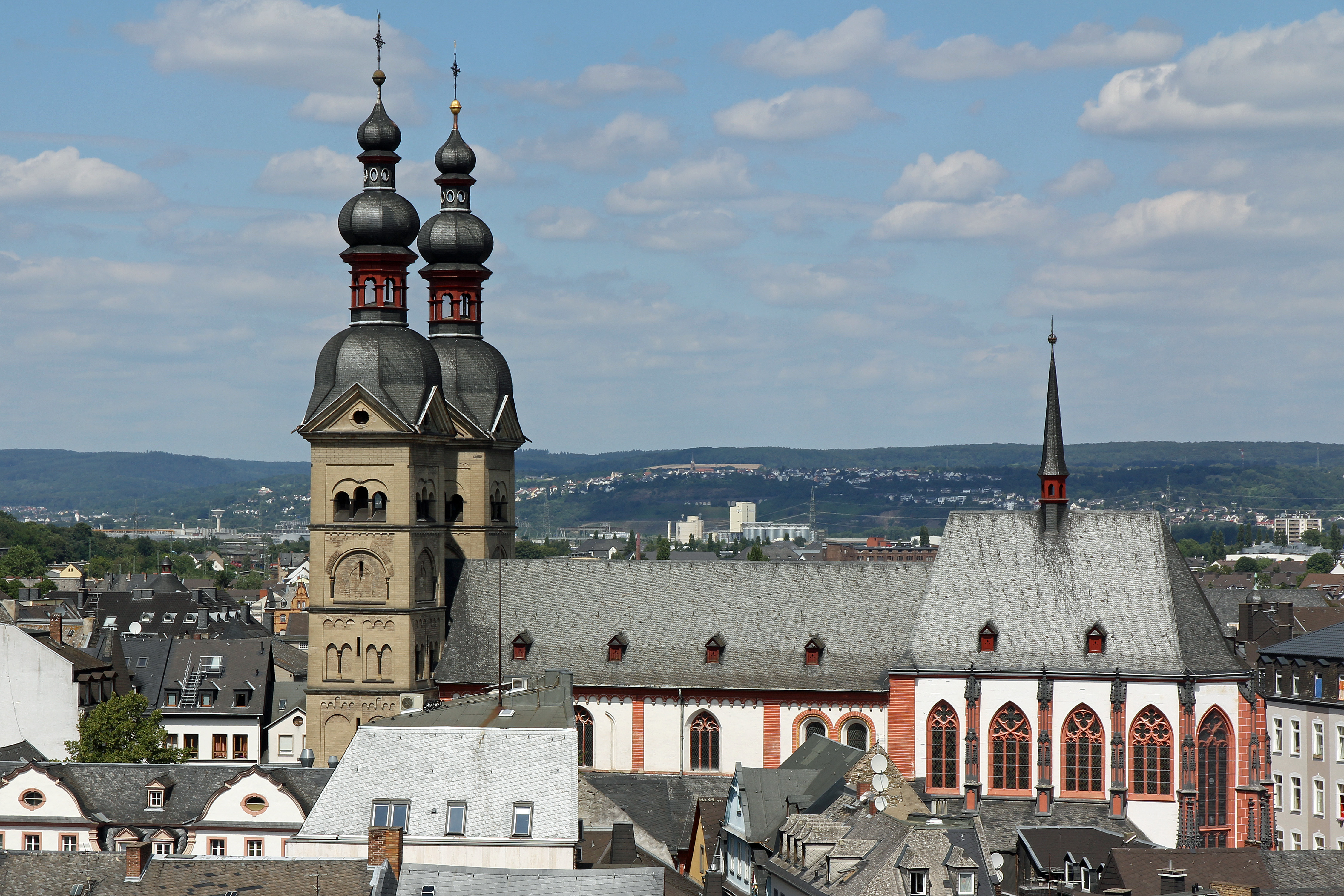
Liebfrauenkirche Koblenz
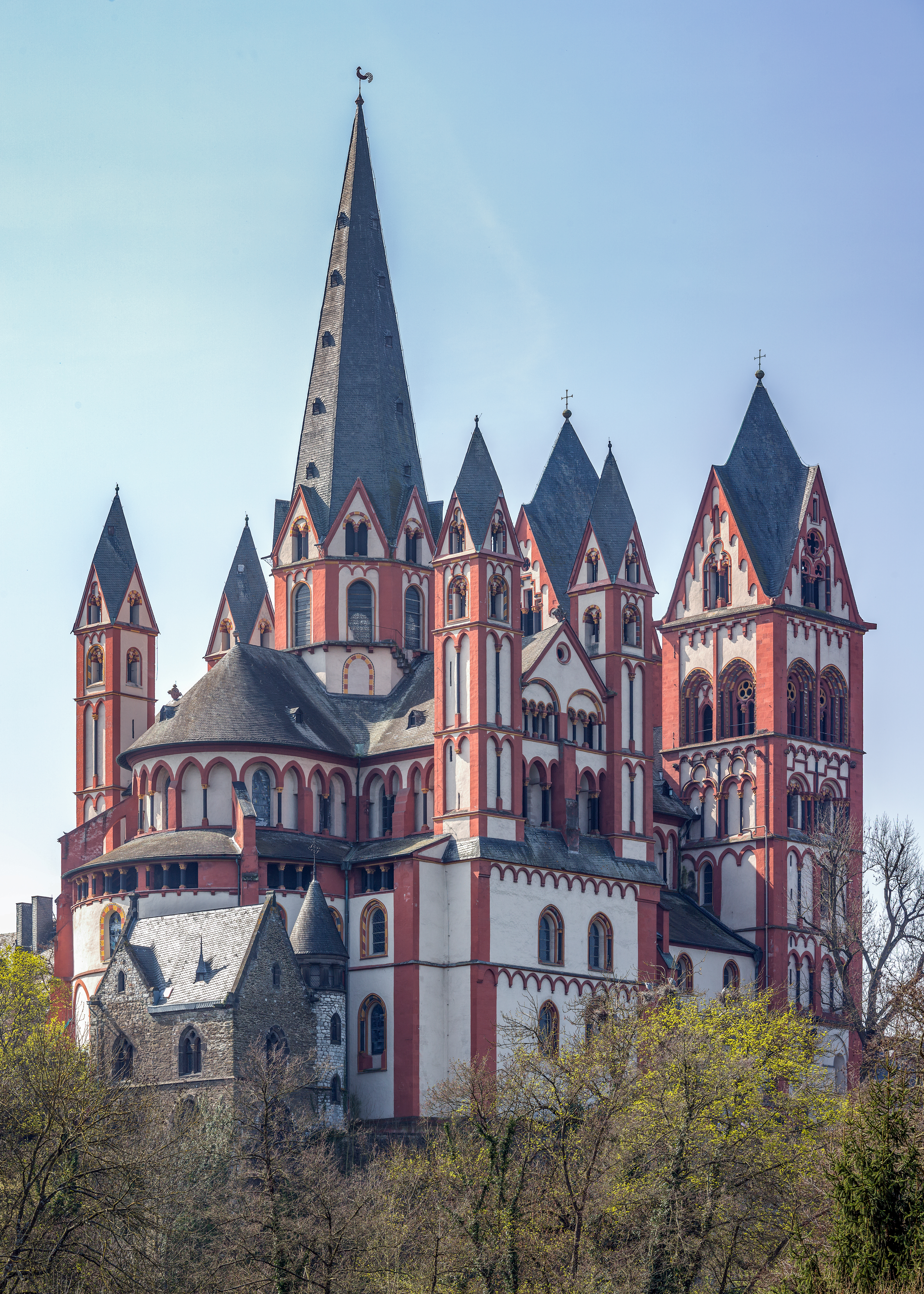
Limburger Dom
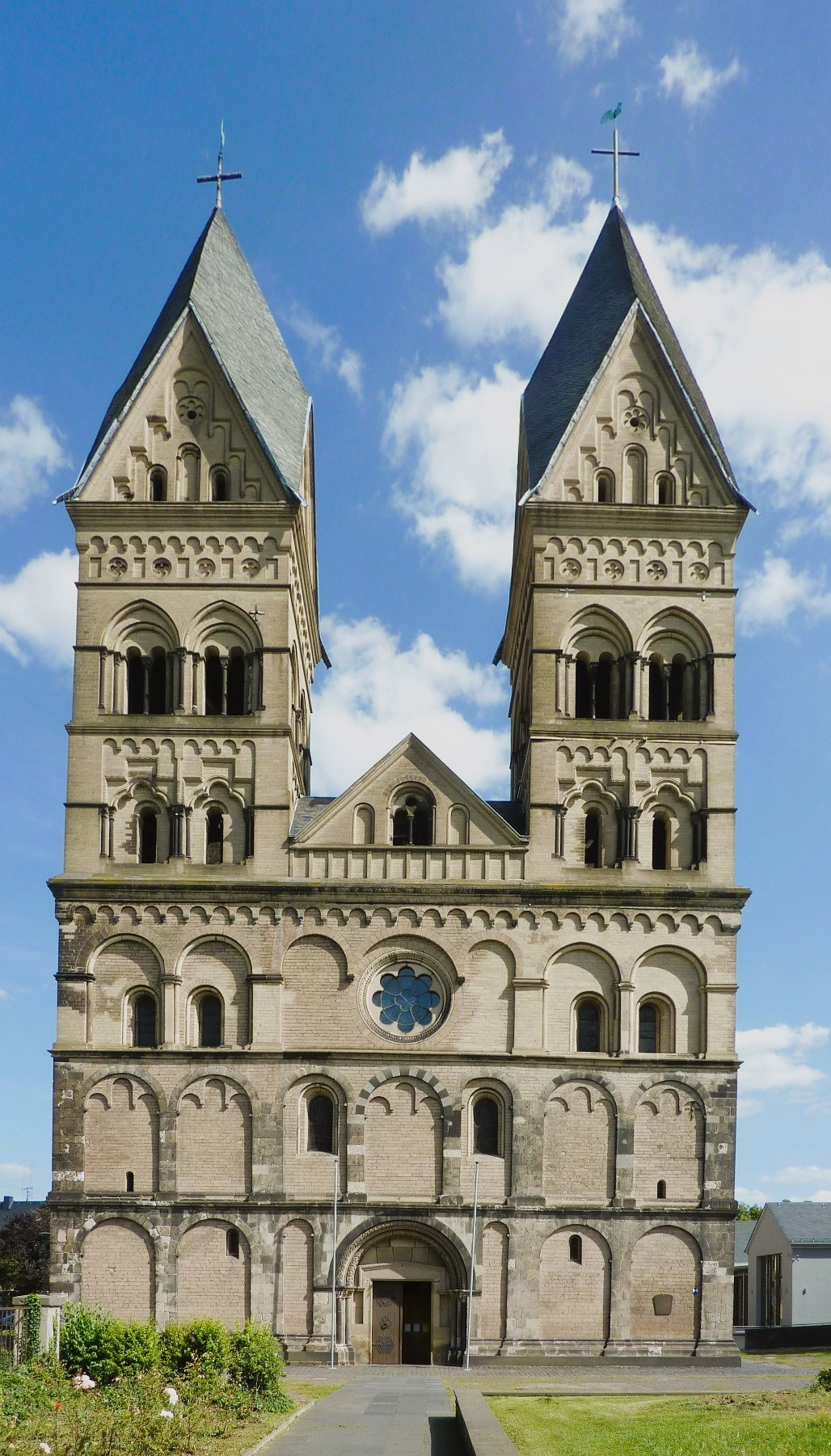
Maria Himmelfahrt Andernach
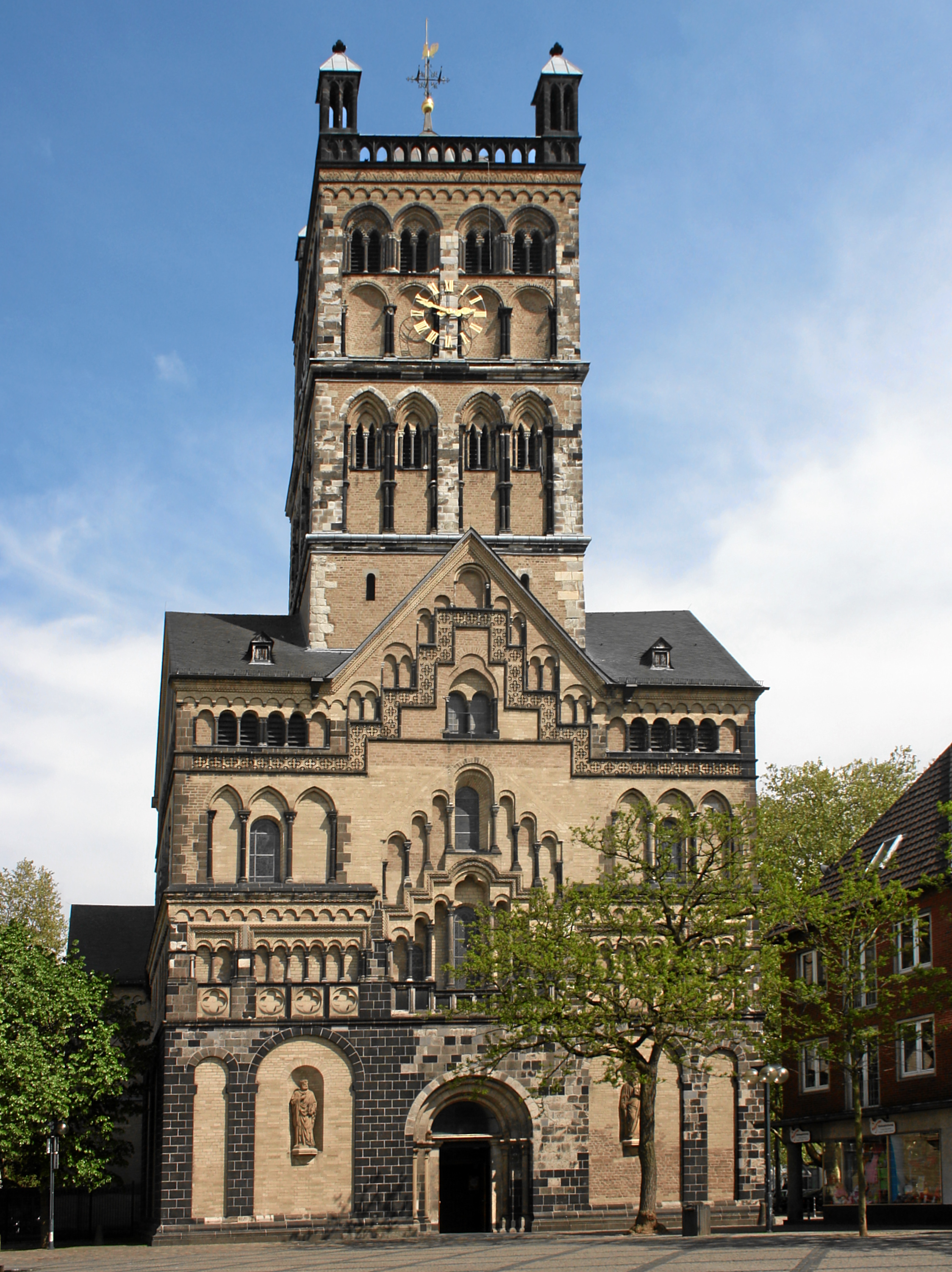
Quirinus-Münster Neuss, Westfassade
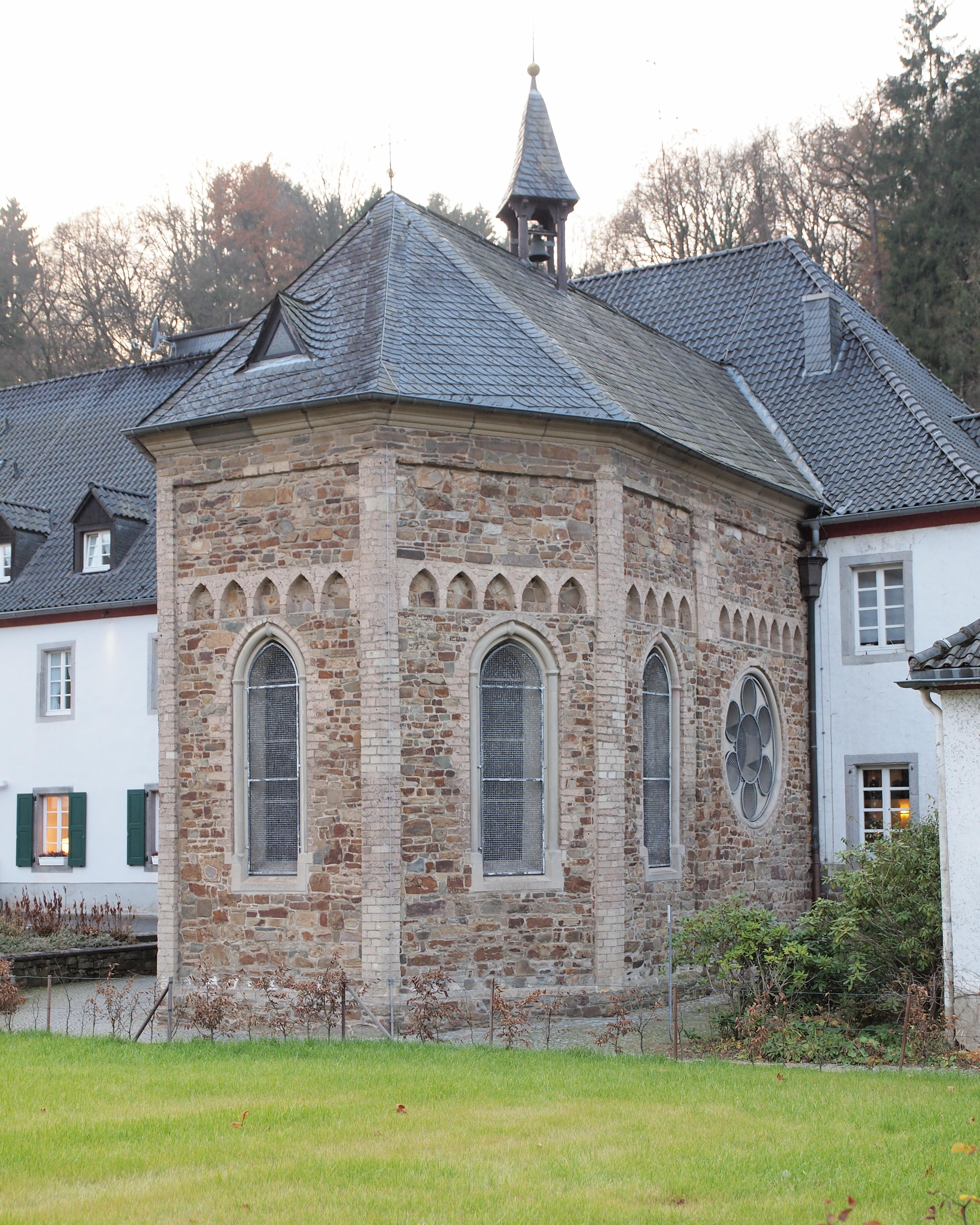
Markuskapelle Altenberg
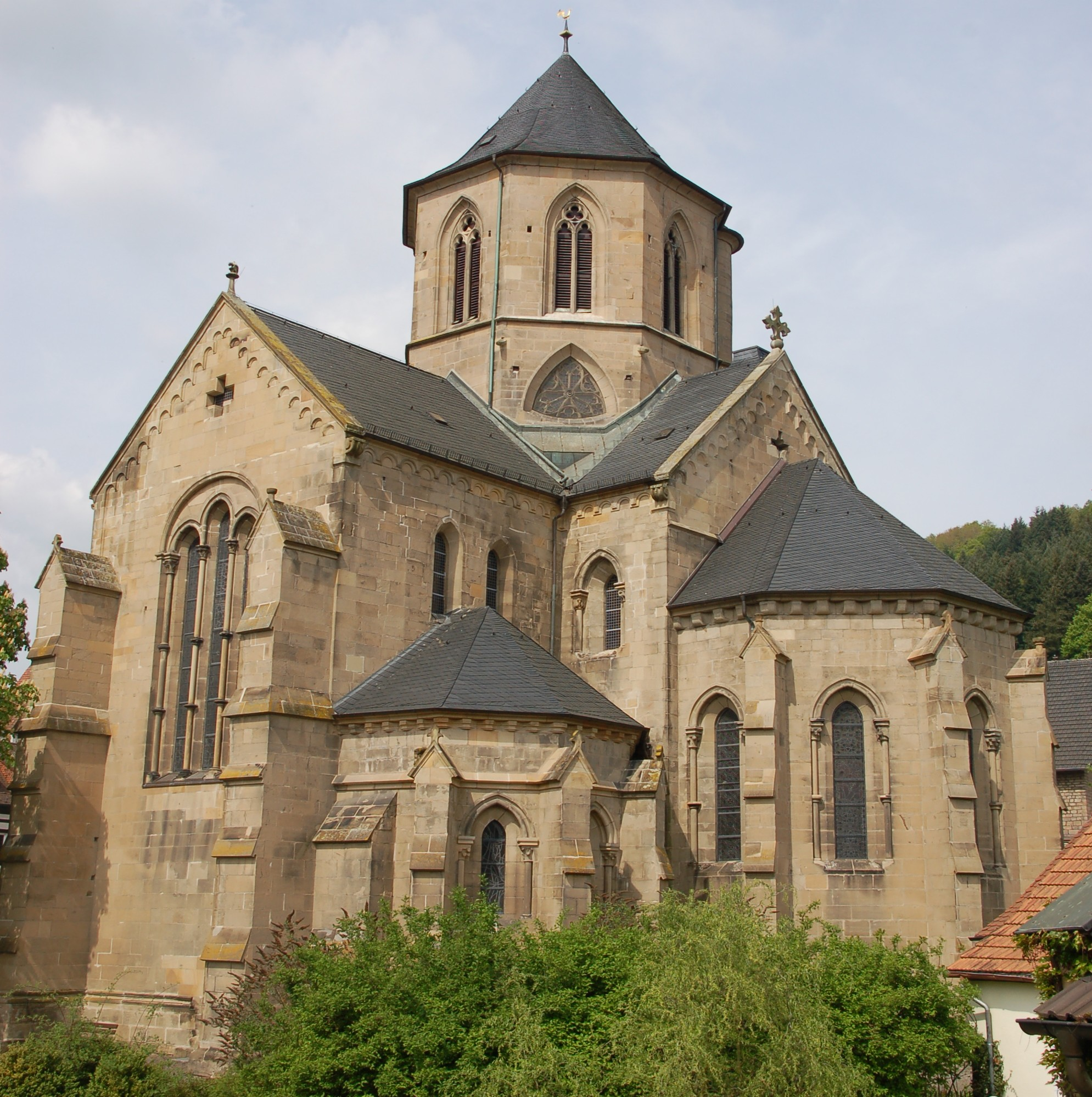
Protestantische Kirche Offenbach am Glan
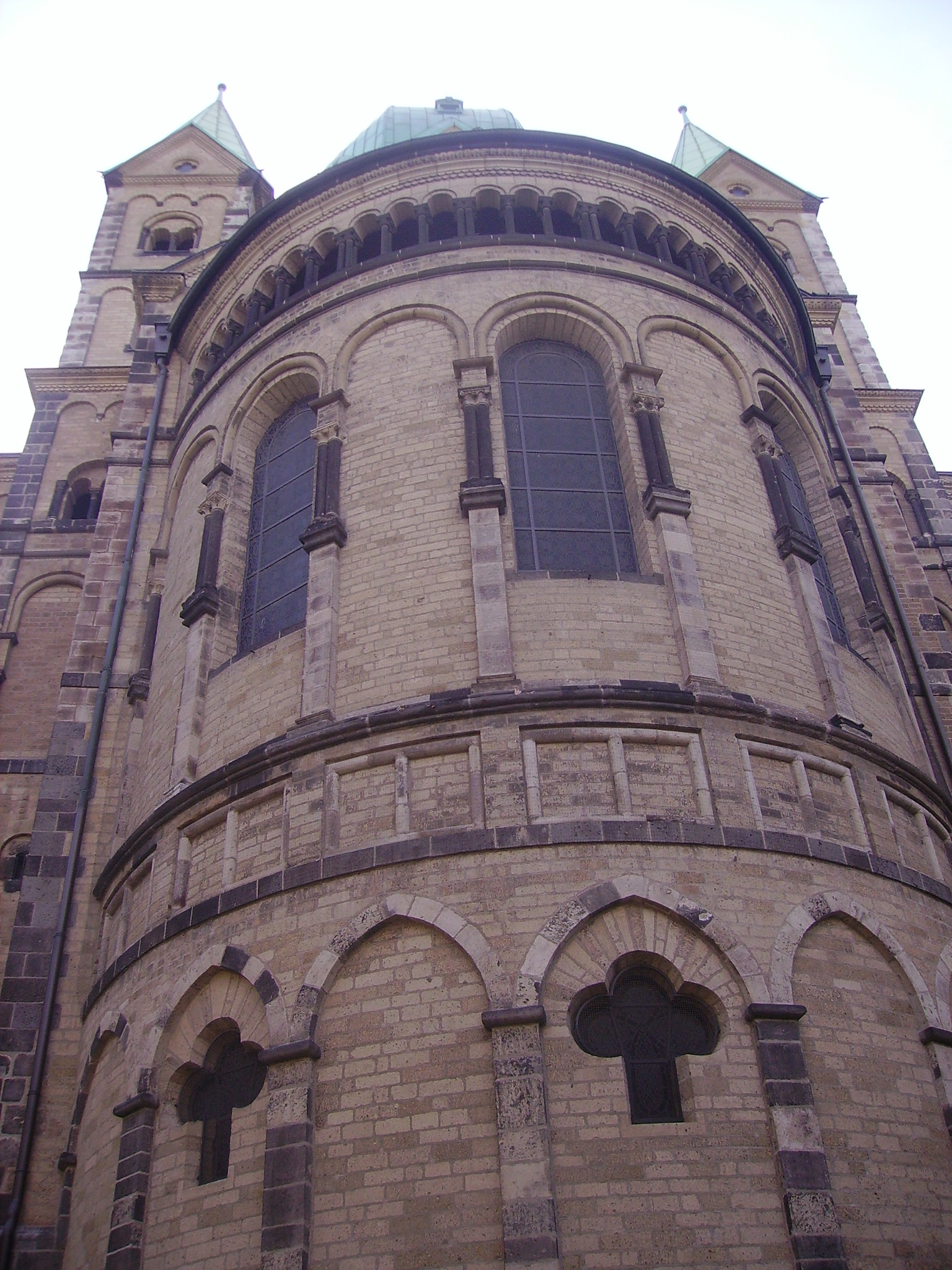
Münster St. Quirin Neuss
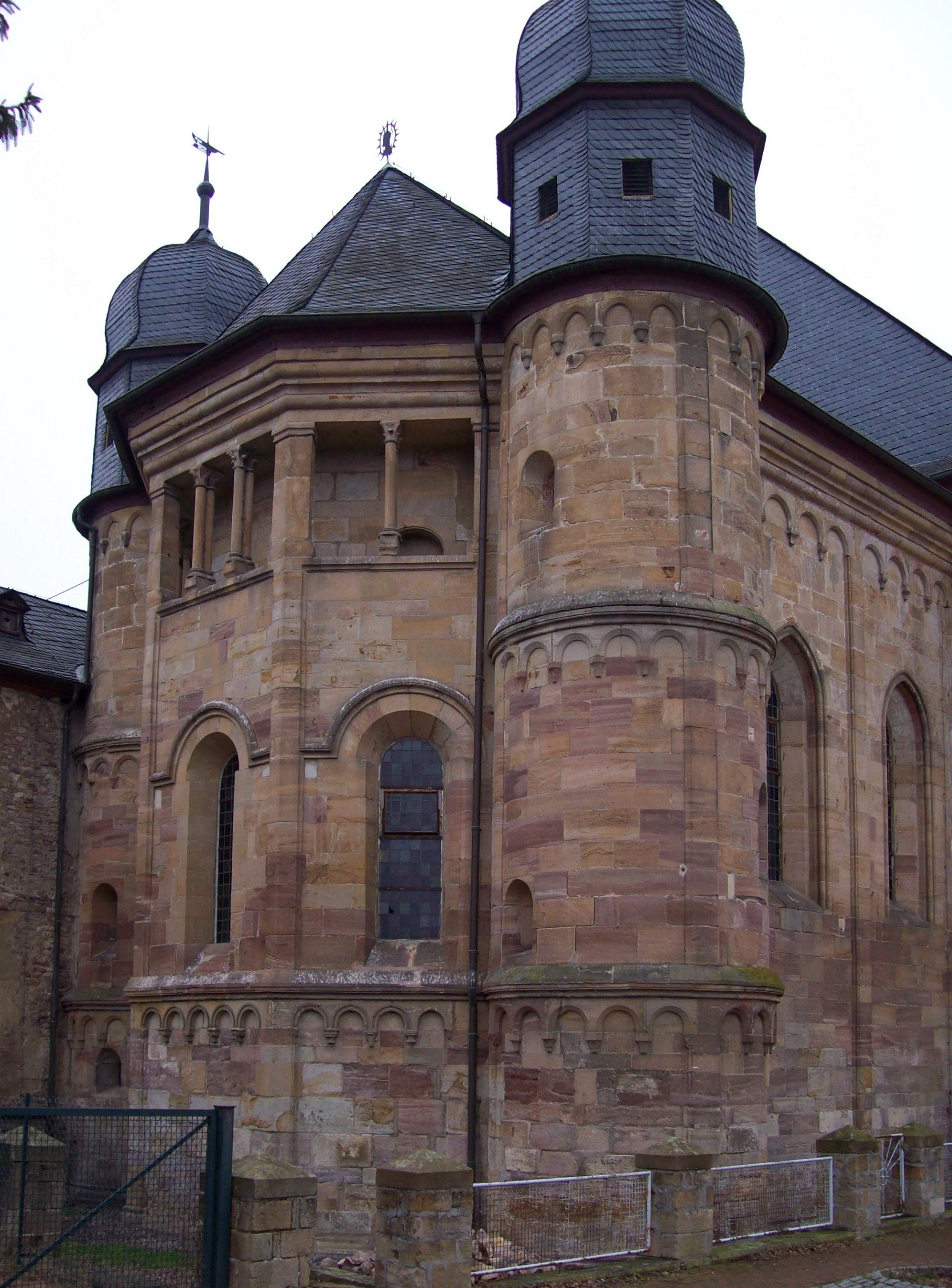
Kirche Pfaffen-Schwabenheim
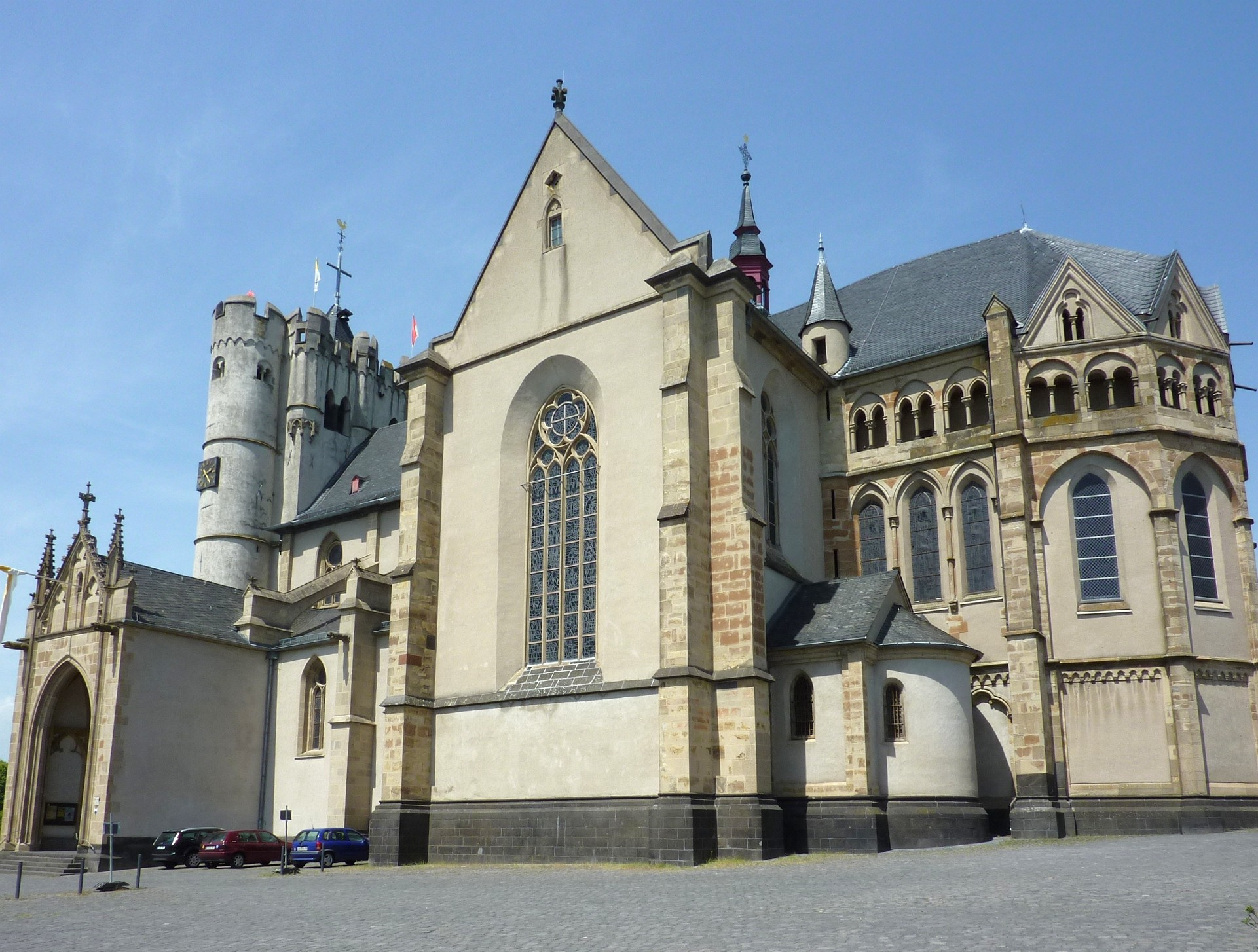
Stiftskirche Münstermaifeld
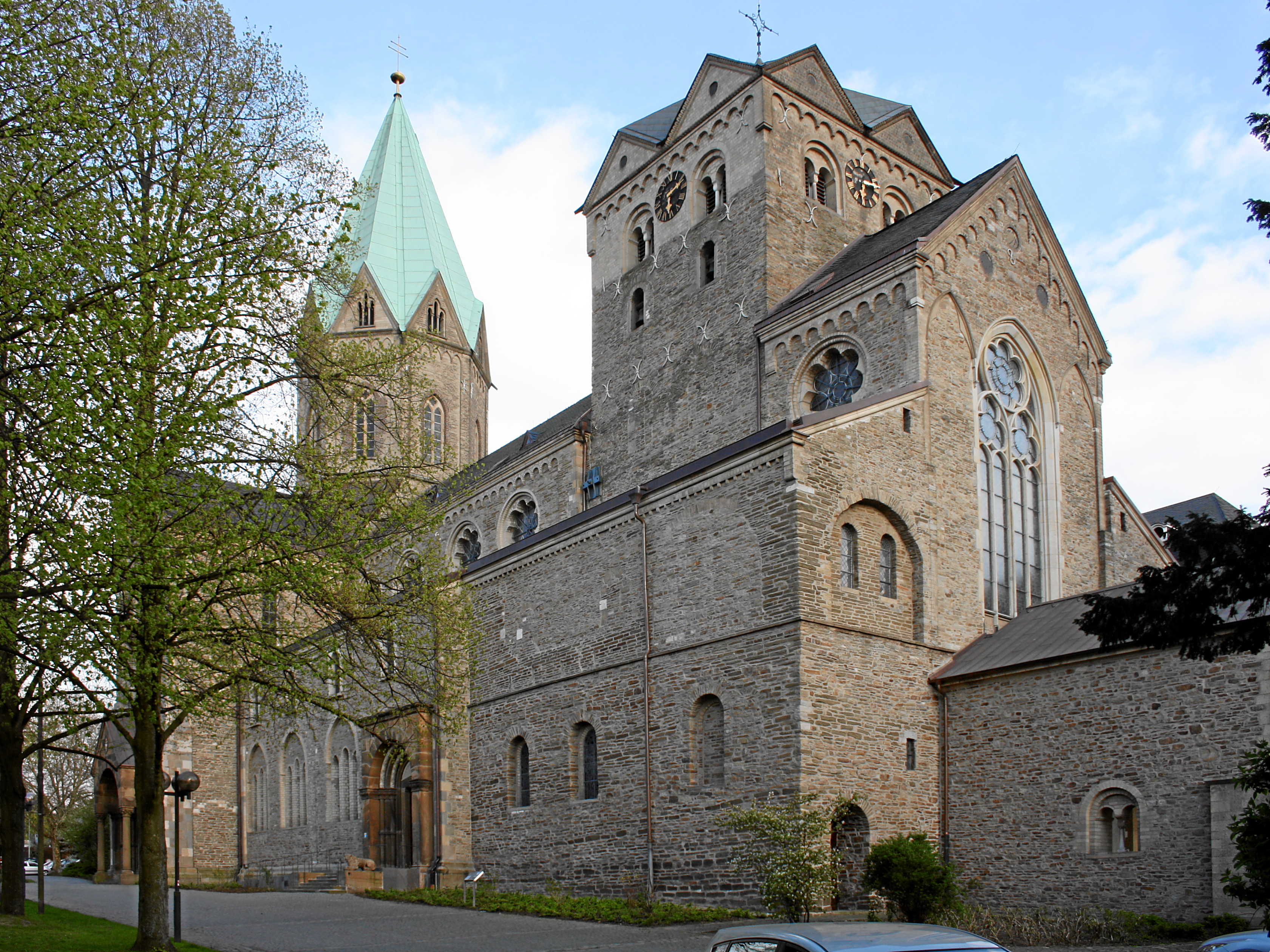
St. Ludgerus (Werden)
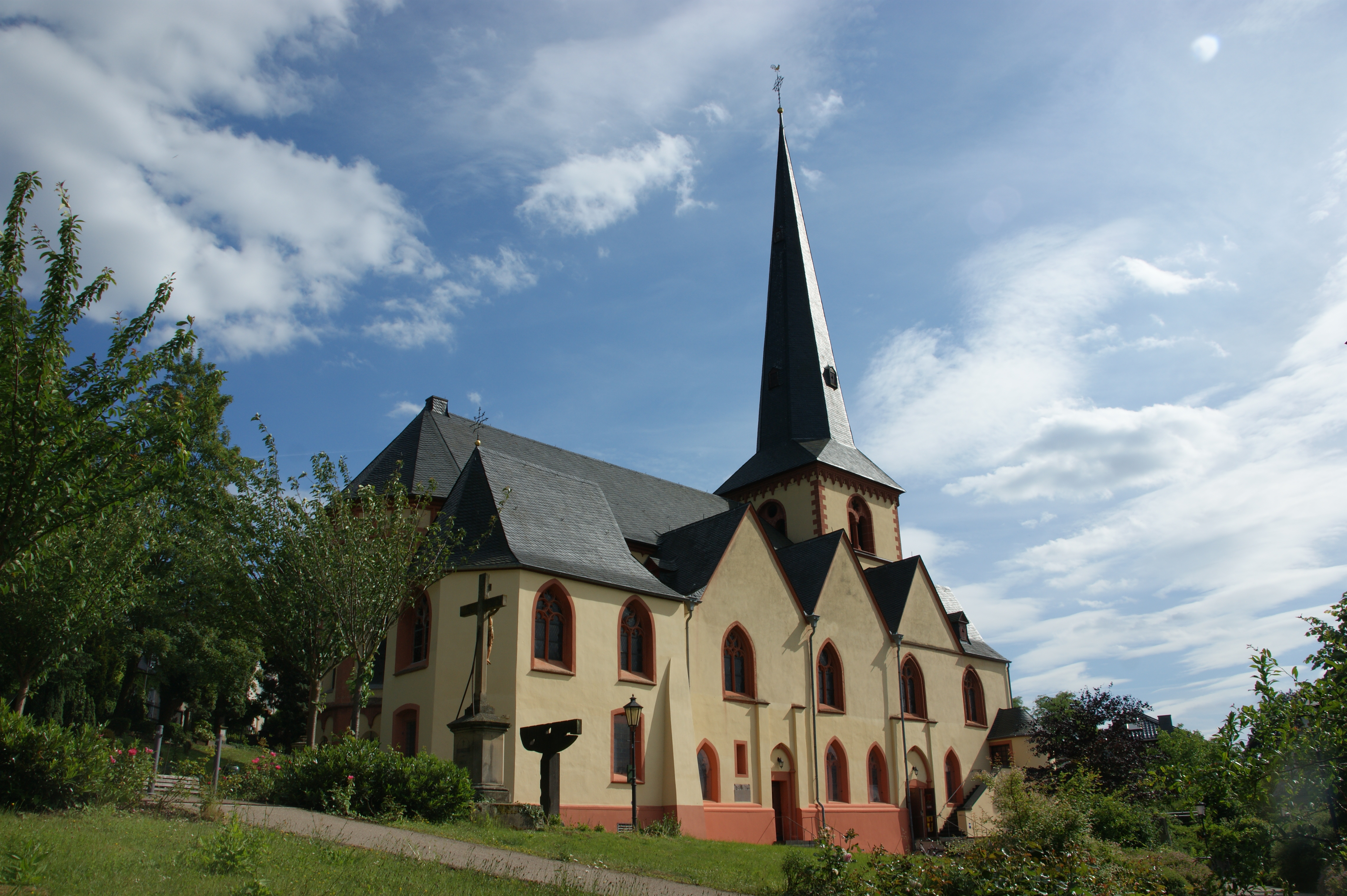
St. Martin Linz am Rhein
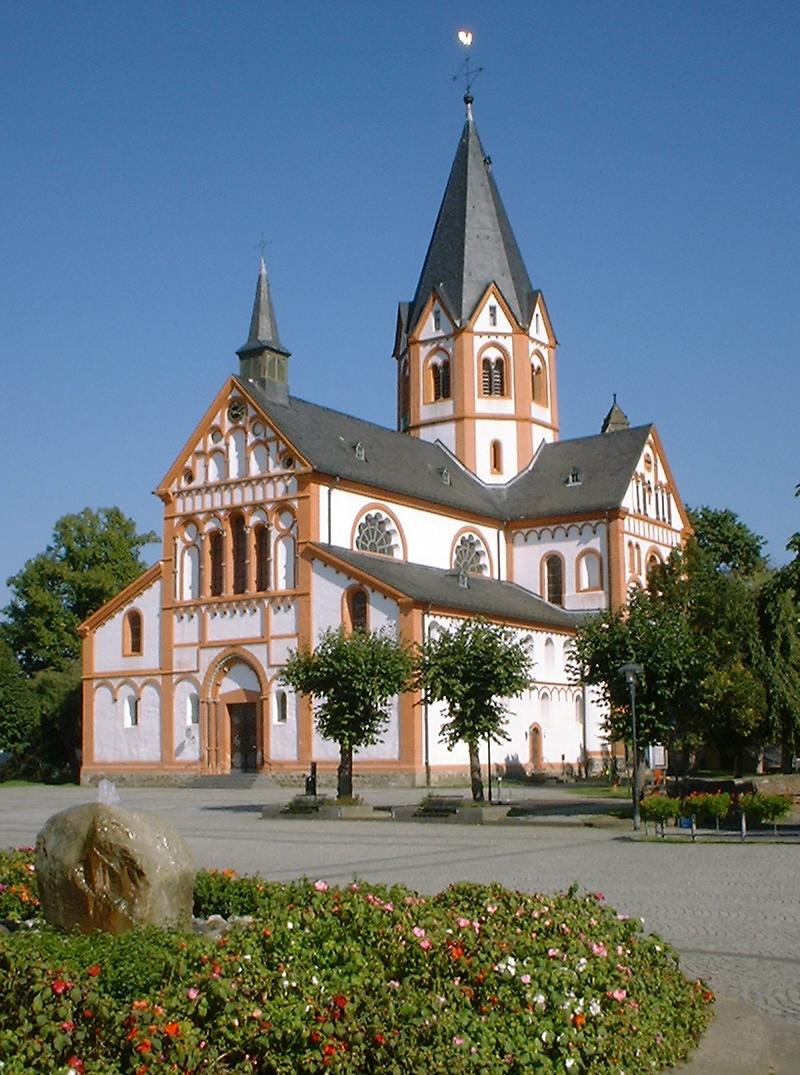
Pfarrkirche St. Peter in Sinzig
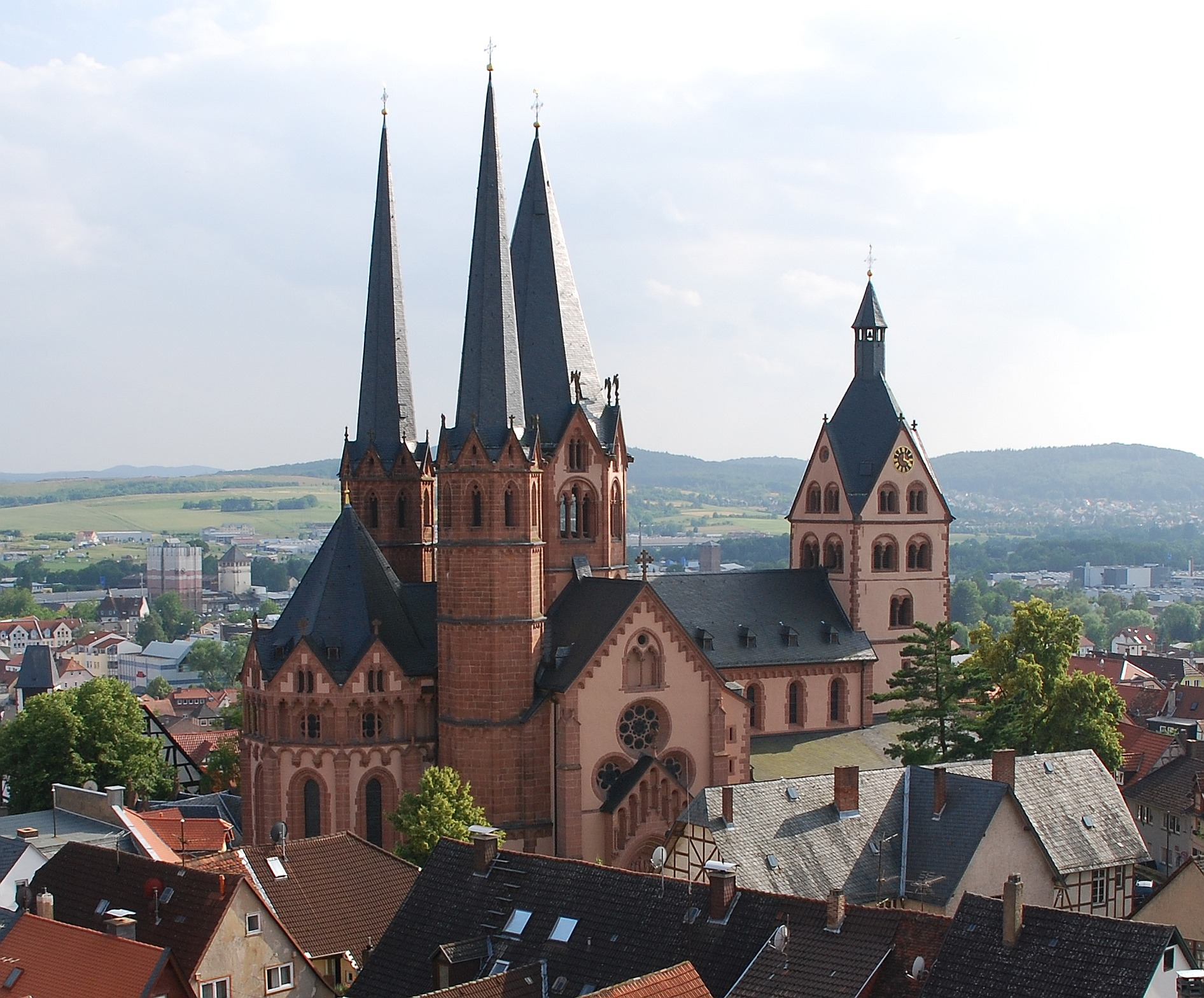
Marienkirche Gelnhausen
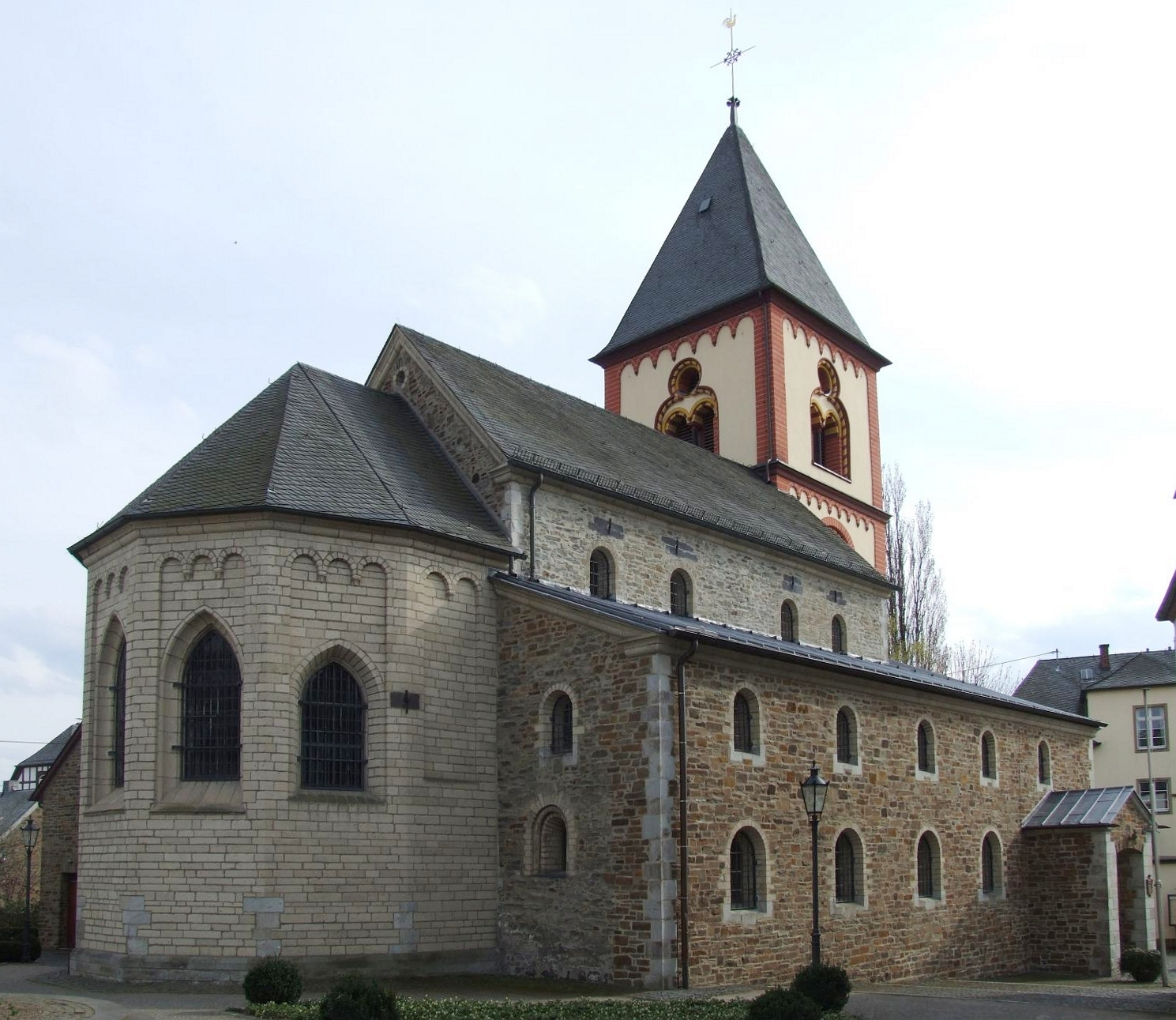
St. Severin Erpel
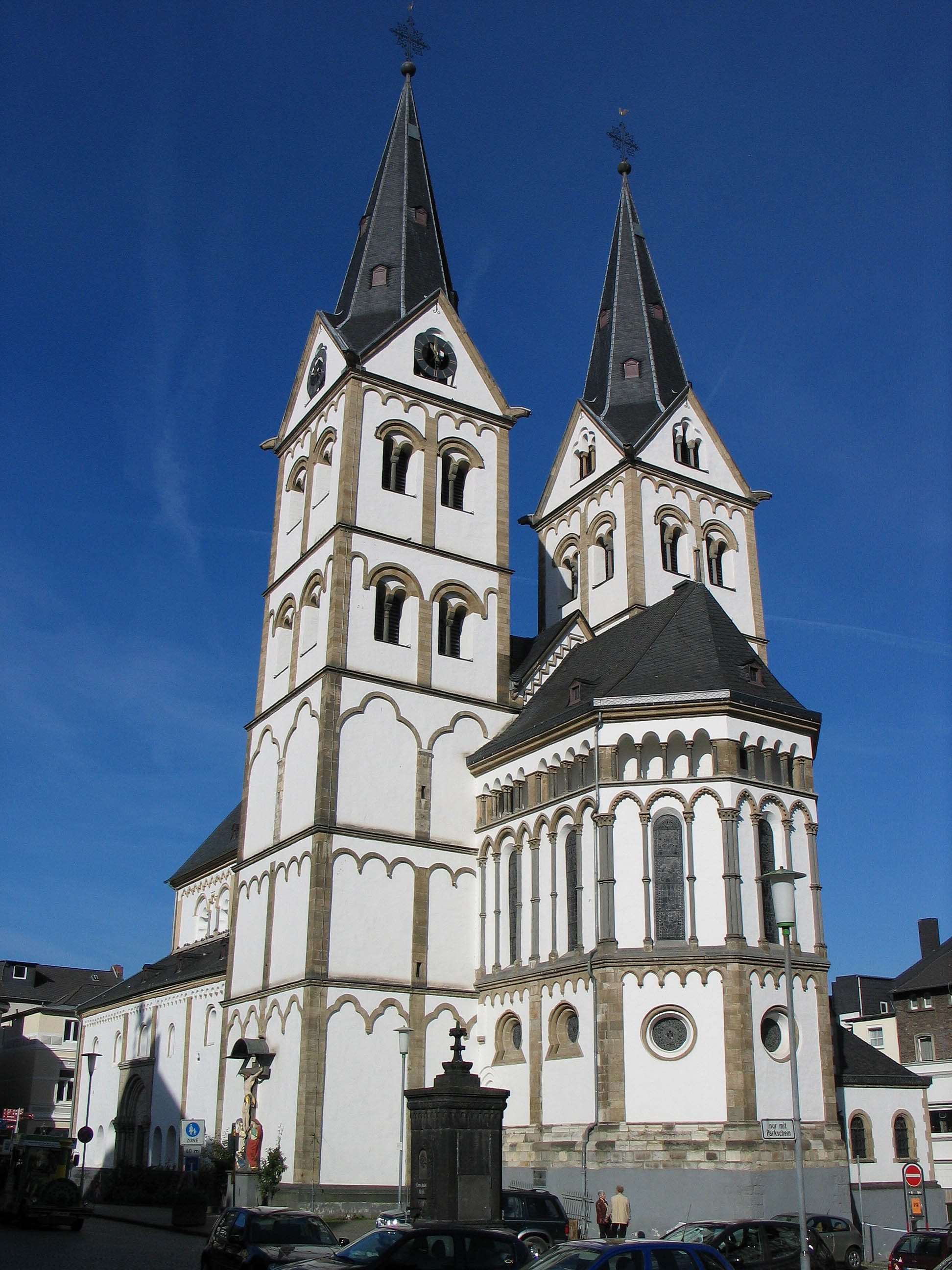
St. Severus in Boppard
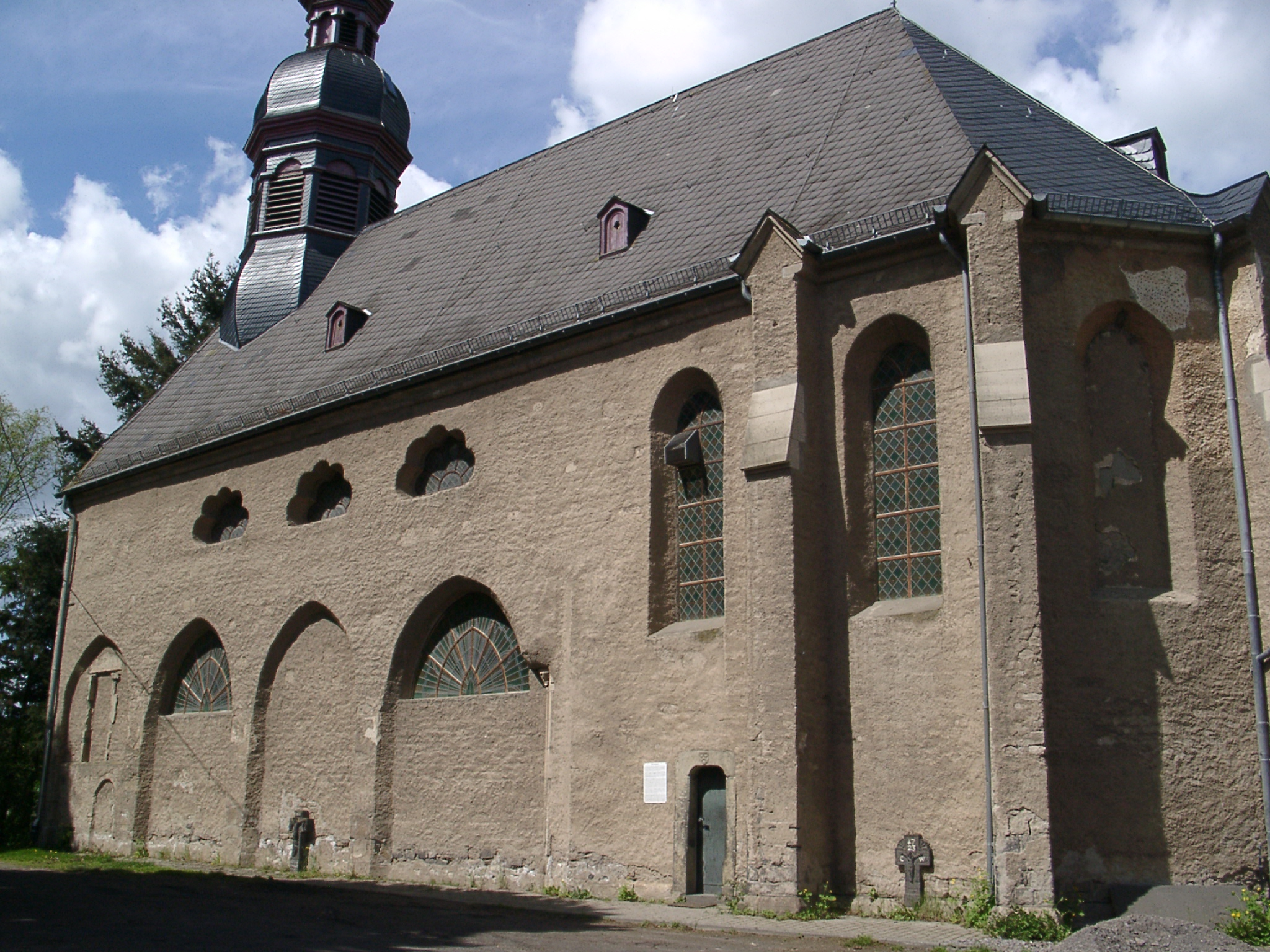
Wallfahrtskirche Fraukirch
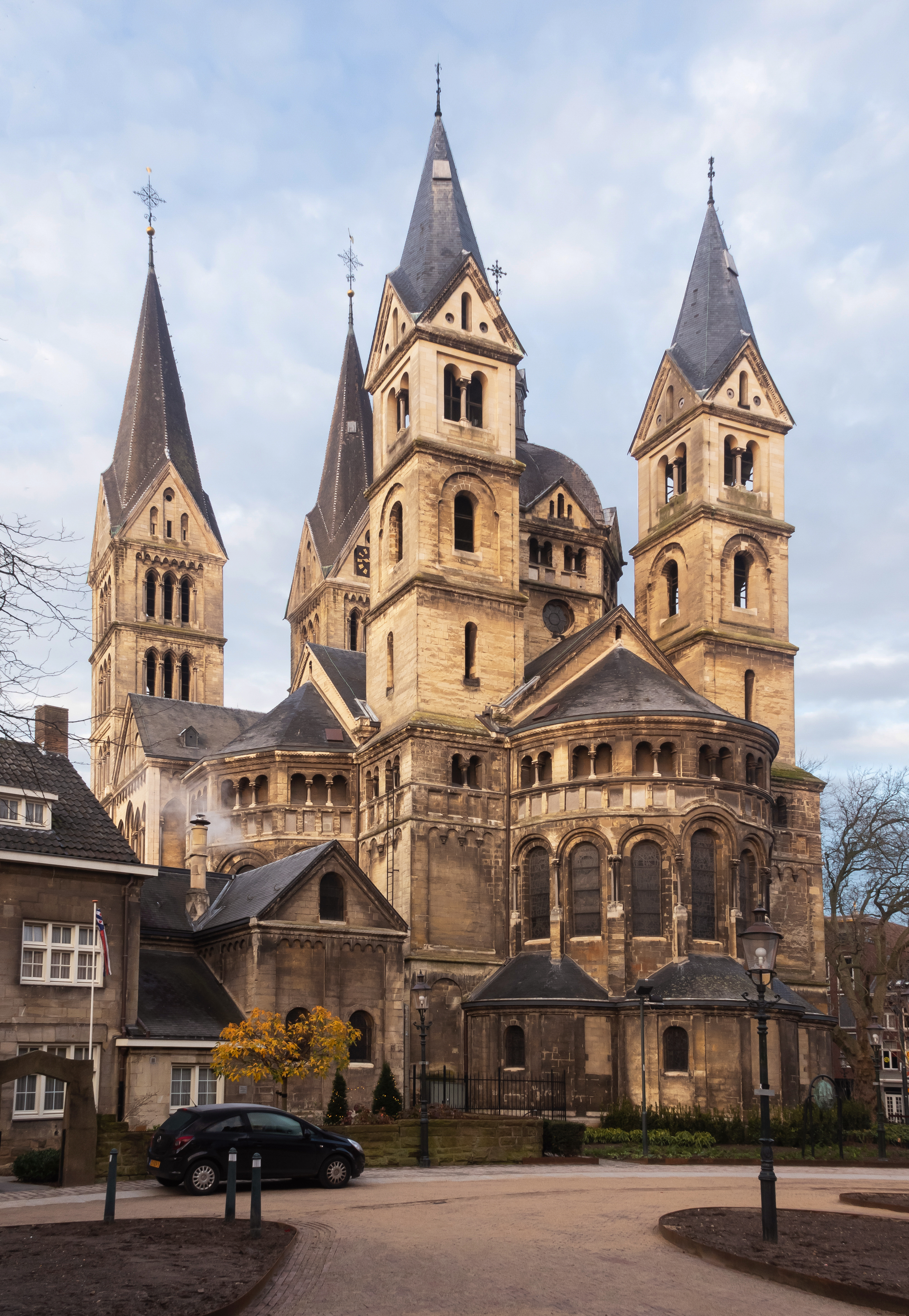
Münsterkirche in Roermond
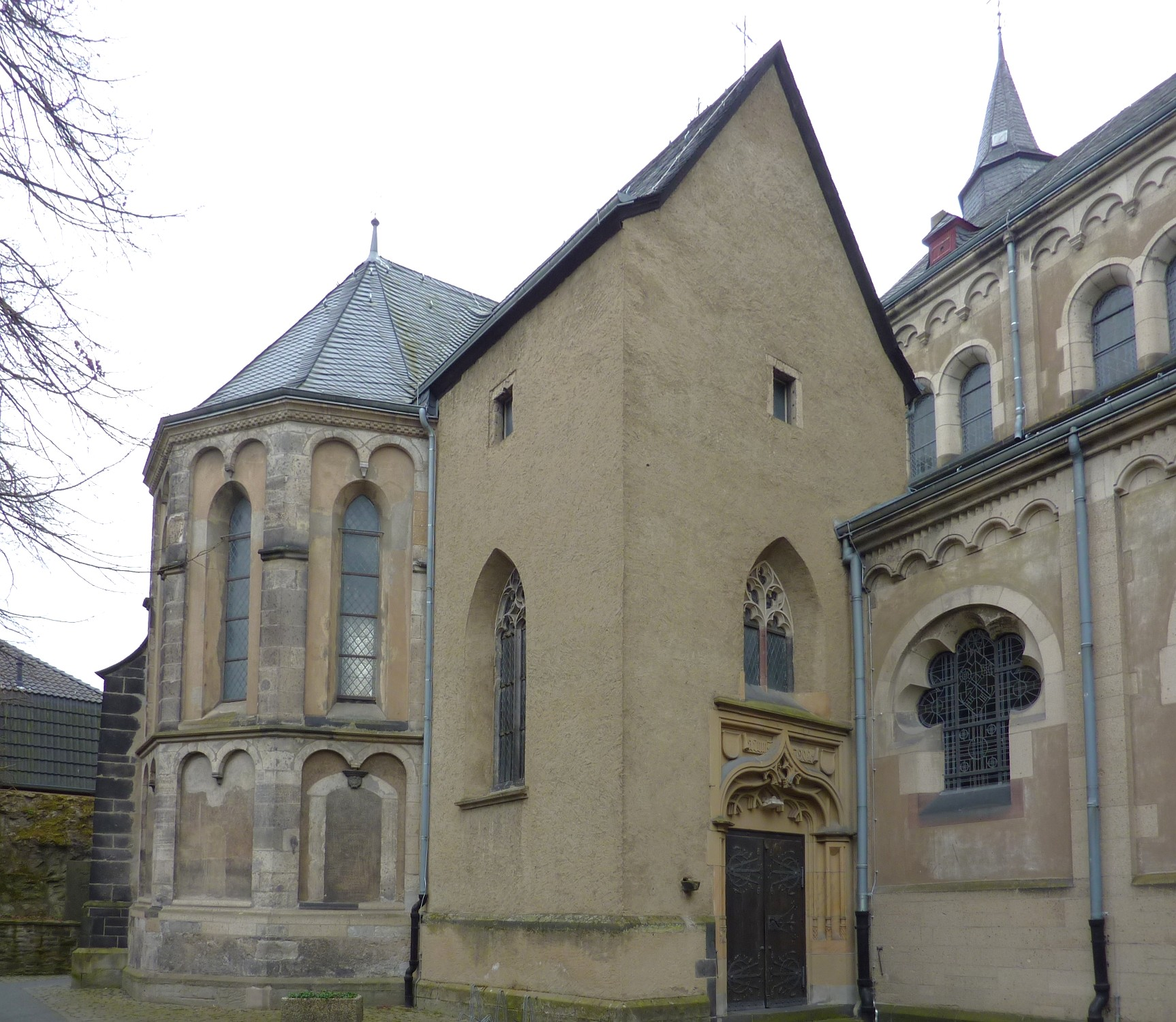
St. Peter und Paul in Remagen